# Phaenocarpa aggressiva
Phaenocarpa aggressiva är en stekelart som beskrevs av Fischer 1975. Phaenocarpa aggressiva ingår i släktet Phaenocarpa och familjen bracksteklar. Inga underarter finns listade i Catalogue of Life.